# Amazona festiva meridional
L'amazona festiva meridional o lloro de front roig (Amazona festiva) és una espècie d'ocell de la família dels psitàcids que habita boscos de ribera i sabanes del sud de Veneçuela, nord-oest de Guyana, est de l'Equador, est del Perú i oest del Brasil.

## Taxonomia
Dins Amazona festiva ha estat inclosa la subespècie A. f. bodini, que alguns autors consideren una espècie de ple dret: Amazona bodini.